# 耀西新島
《耀西新島》是ARZEST開發、任天堂發行的平台遊戲，對應任天堂3DS平台，2014年全球發行。
遊戲的Metacritic汇总得分為64/100，屬於「褒贬不一」。